# Duncan Hamilton (Politiker)
Duncan Hamilton (* 1973 in Troon) ist ein schottischer Jurist, Politiker und Mitglied der Scottish National Party. Er besuchte die Bearsden Academy und studierte Geschichte und Jura an den Universitäten von Glasgow und Edinburgh. Ferner besuchte er die John F. Kennedy School der Universität Harvard.
Hamilton war einige Zeit für den SNP-Vorsitzenden Michael Russell tätig.
Bei den Schottischen Parlamentswahlen 1999 kandidierte Hamilton für die SNP im Wahlkreis Argyll and Bute, erhielt jedoch hinter dem Liberaldemokraten George Lyon nur die zweithöchste Stimmenanzahl. Hamilton stand aber auch auf der Regionalwahlliste der SNP für die Wahlregion Highlands and Islands und zog infolge des Wahlergebnisses als einer von sieben Regionalkandidaten und jüngster Parlamentarier in das neugeschaffene Schottische Parlament ein. Hamilton galt als eine der politischen Hoffnungen der SNP. Im Februar 2002 kündigte er an, zu den Parlamentswahlen 2003 nicht antreten zu wollen. Als Begründung gab er fehlende Lebenserfahrung an, welche einen guten Politiker auszeichne. Aus diesem Grund wolle er zunächst Erfahrungen außerhalb der Politik sammeln. Zum Ende der Legislaturperiode schied Hamilton aus dem Parlament aus. 2007 wurde er politischer Berater des First Minister Alex Salmond.